# Pontiac Aztek
Pontiac Aztek je středně velký crossover vyráběný koncernem General Motors pod značkou Pontiac od modelového roku 2001 do roku 2005, spolu s jeho koncernovým příbuzným Buickem Rendezvous.
Čtyřdveřový Aztek používal pohon všech kol s motorem V6 vepředu a čtyřstupňovou automatickou převodovkou. Postaven byl na platformě používané minivany GM, jako např. Pontiac Montana, což jej dělalo poměrně prostorným. Pontiac vozidlo propagoval jako určené pro „sport a rekreaci“.

## Koncept
Koncept vozu byl poprvé představen veřejnosti v roce 1999, kdy byl přijat velmi pozitivně. Futuristický design a celkový styl auta měl oslovit především mladé lidi Generace X. 
Prodávat se začal v létě 2000 jako auto modelového roku 2001. Pontiac si při spuštění prodeje dal záležet na propagaci a tudíž spolupracoval s oblíbeným televizním pořadem Survivor, kde vůz sloužil jako jedna z hlavních cen.

## Design

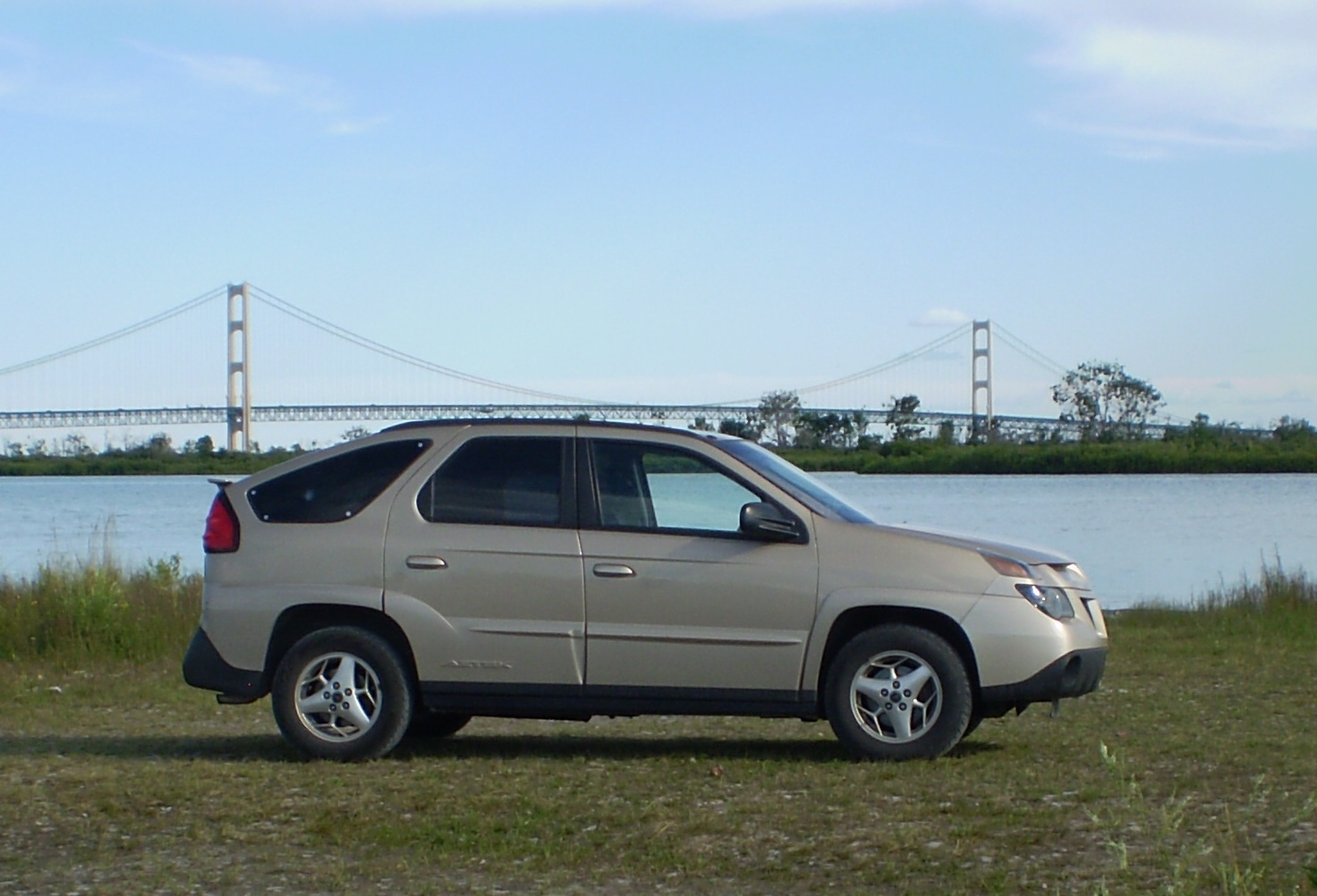

Aztek byl navržen pod vedením Toma Peterse, který později navrhl sedmou generaci vozu Chevrolet Corvette. Peters chtěl vozidlo, které bude velmi výrazné a nebude se líbit každému.
Sériový Aztek se však s pochopením u zákazníků nesetkal a byl pro svůj styl kritizován. James Hall, vice-prezident AutoPacific Inc zařadil Aztek mezi deset nejošklivějších aut všech dob, Karl Brauer, generální ředitel a editor TotalCarScore.com, řekl, že Aztek je vůz "otřesných proporcí zabalený v plastu" a že vypadá jako "kombi ve kterém vybuchla bomba".
Čtenáři The Daily Telegraph v srpnu 2008 umístili Aztek na první místo v anketě "100 nejošklivějších vozů" všech dob. Edmunds.com umístil vůz jako první v žebříčku "100 nejhorších aut všech dob" nejen kvůli jeho designu, ale také proto, že "zničil 84 let starou automobilku". Magazín Time v roce 2007 jmenoval Aztek jedním z 50 nejhorších aut všech dob, stejně jako v aktualizované verzi v roce 2010.

## Prodeje
| Kalendářní rok | Prodej (USA) |
| -------------- | ------------ |
| 2000           | 11 201       |
| 2001           | 27 322       |
| 2002           | 27 793       |
| 2003           | 27 354       |
| 2004           | 20 588       |
| 2005           | 5020         |
| 2006           | 347          |
| 2007           | 69           |
| Celkem:        | 119 692      |

## Chvála a kritika
GM předpovídalo prodej až 75 000 Azteků ročně a aby byl výdělečný, potřebovalo se jich prodat aspoň 30 000 ročně. V roce 2001 se prodalo pouze 27 322 kusů.
Ceny Azteka byly také jedním z problémů vozidla: byl příliš drahý pro zamýšlené "Generace X" kupce a cena byla výrazně vyšší než u konkurenčních vozidel. Po roce 2001 byla dražší výbava GT vypuštěna z nabídky.
Zároveň byl ale Aztek hodnocen jako jedno z nejlepších aut podle spokojenosti majitelů a v roce 2001 získal ocenění "Nejatraktivnější SUV" v průzkumu od společnosti J.D. Power, když získal první či druhé místo ve všech kategoriích kromě vzhledu.